# Joseph Proy

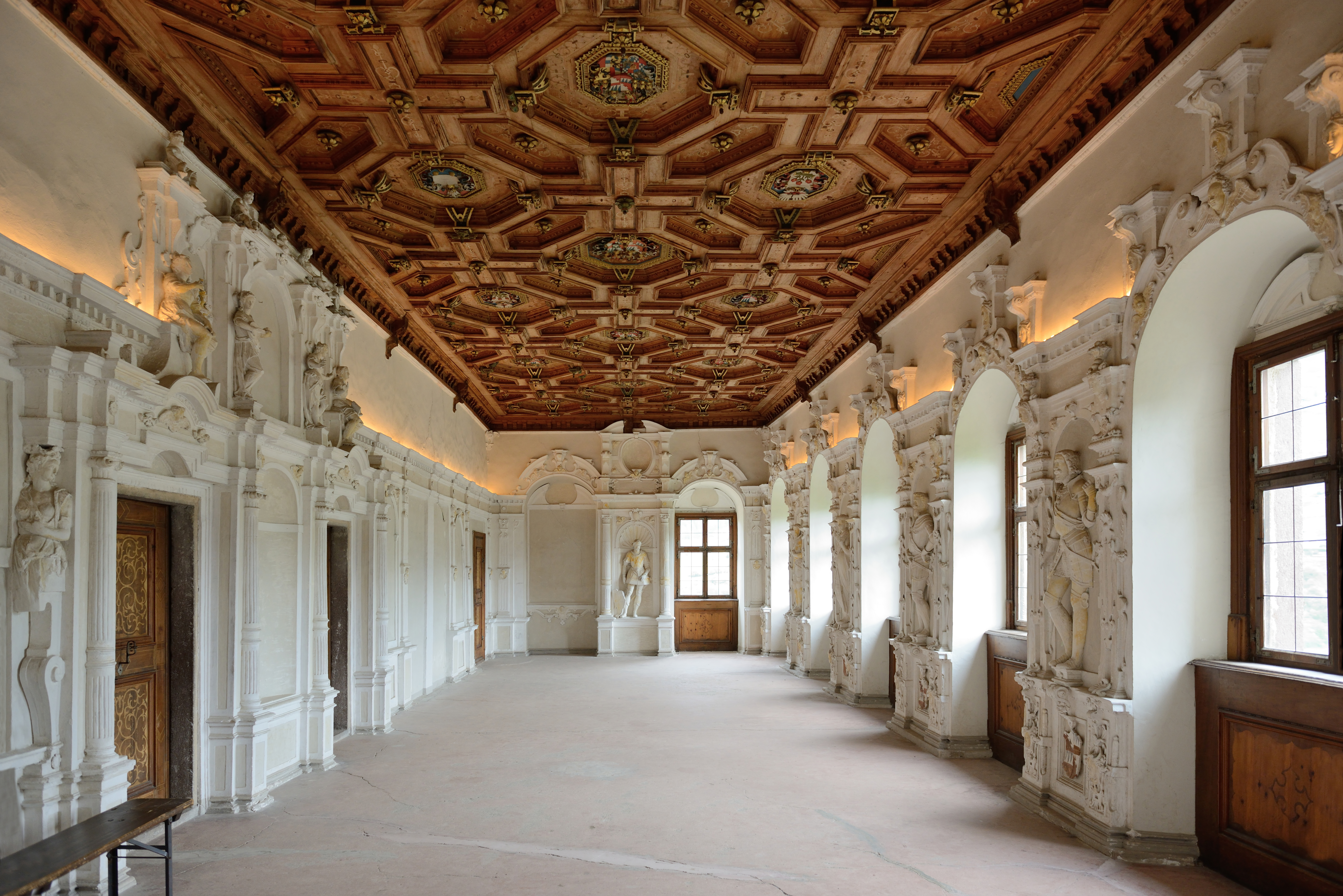
Ahnensaal bzw. Großer Saal auf der Trostburg mit Stuckarbeiten von Meister Josef

Joseph Proy (der Vorname erscheint auch in der Schreibung Josef, der Nachname als Prey) war ein im frühen 17. Jahrhundert tätiger Maler, Bildhauer und Stuckateur.
Der aus Wangen im Allgäu stammende Proy erhielt 1602 anlässlich seiner Hochzeit mit der Bürgerstochter Barbara Götschler die Einwohnerschaft der Stadt Bruneck im Pustertal. 1604 arbeitete er in der Pfarrkirche, 1605 und 1606 im Spital. Für die Jahre 1607–1609 fehlen urkundliche Belege seiner Tätigkeit in den Brunecker Archiven. Da in den Jahren 1608 und 1609 nachweislich ein Meister Josef mit Pustertaler Familienbanden auf der Trostburg im Eisacktal beschäftigt war, ist eine Identität desselben mit Joseph Proy wahrscheinlich. Auf der Trostburg verwirklichte Meister Josef Stuckarbeiten im Ahnensaal bzw. Großen Saal, die als Hauptwerke der lokalen Spätrenaissance gelten. 1610 wurde Joseph Proy letztmals in Bruneck erwähnt, im selben Jahr erfolgte seine Aufnahme als Inwohner der Stadt Bozen. Nach 1613 ist er urkundlich nicht mehr fassbar.